# Papirus Oxyrhynchus 1782

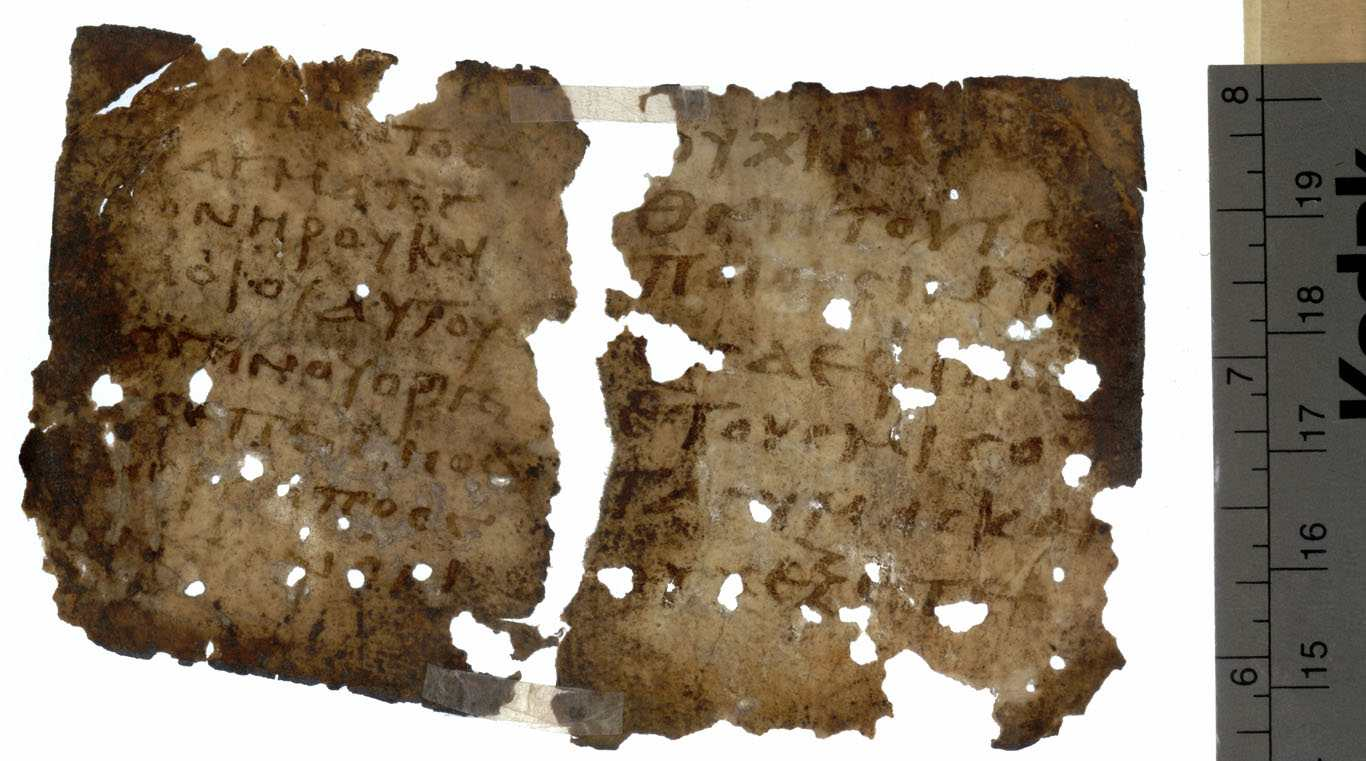
Papirus Oxyrhynchus 1782 strona a

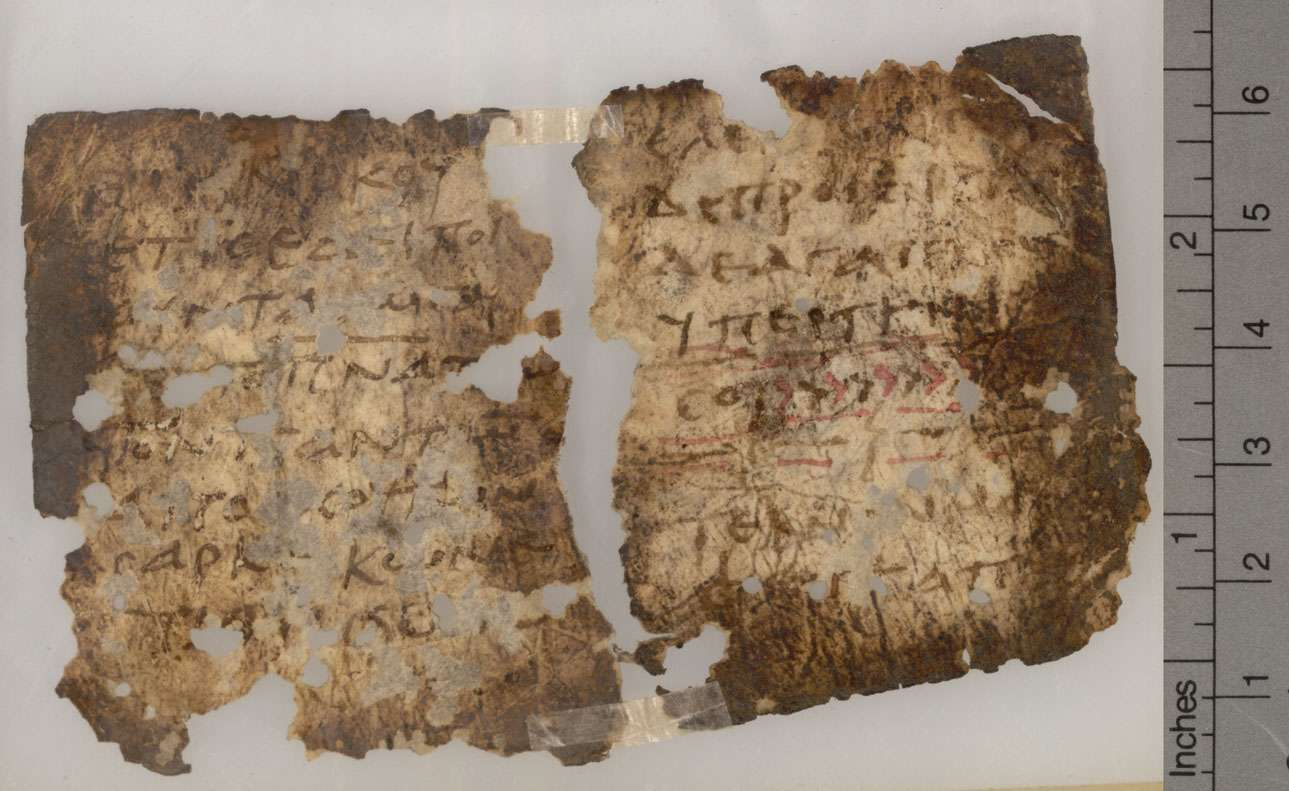
Papirus Oxyrhynchus 1782 strona b

Papirus Oxyrhynchus 1782, oznaczany skrótem P.Oxy.XV 1782 – fragment greckiego rękopisu Didache spisany na pergaminie, w formie kodeksu. Jest jednym z rękopisów odkrytych w Oksyrynchos, został skatalogowany pod numerem 1782. Paleograficznie datowany jest na IV wiek n.e. Zawiera fragmenty rozdziałów 1-3 Didache. Fragment ten został opublikowany w 1922 roku przez Artura S. Hunta w The Oxyrhynchus Papyri, część XV.
Obecnie rękopis przechowywany jest w Papyrology Rooms, Sackler Library w Oksfordzie (P.Oxy.XV 1782).